# 大田原市立金田南中学校
大田原市立金田南中学校（おおたわらしりつ かねだみなみちゅうがっこう）は、栃木県大田原市南金丸にある公立中学校。

## 概要
通称は「南中（なんちゅう）」「金南（かねなん）」など。
南中くん梅の木をモチーフにしたマスコットキャラクター。南創祭（文化祭）や体育祭などにも登場し、生徒や保護者からも人気が高い。

## 生徒会活動
- 生徒会執行部
- 学年委員会
- 健康推進委員会
- 環境美化委員会
- 広報委員会
- 図書委員会
- ハートフル委員会

## 部活動
- 運動部
  - 野球部（男）
  - サッカー部（男）
  - ソフトボール部（女）
    - 2010年度（平成22年度）の全国中学校ソフトボール大会（総合体育大会）では、14年ぶり、2度目の優勝を決めた。

  - バレーボール部（女）
  - 剣道部（男）
  - 駅伝部（男・女）（臨時）
  - 陸上部（男・女）（臨時）
- 文化部
  - 文化部（男・女）
  - 合唱部（男・女）（臨時）

## 通学区域
大田原市立奥沢小学校・金丸小学校の通学区域に相当する。
大田原市
- 上奥沢の一部
- 奥沢
- 鹿畑
- 倉骨の一部

- 赤瀬の一部
- 小滝の一部
- 北金丸
- 南金丸

## 進学前小学校
- 大田原市立奥沢小学校
- 大田原市立金丸小学校

## 交通
- JR東北本線（宇都宮線）西那須野駅より約11.8km